# St. Anna (Lenne)

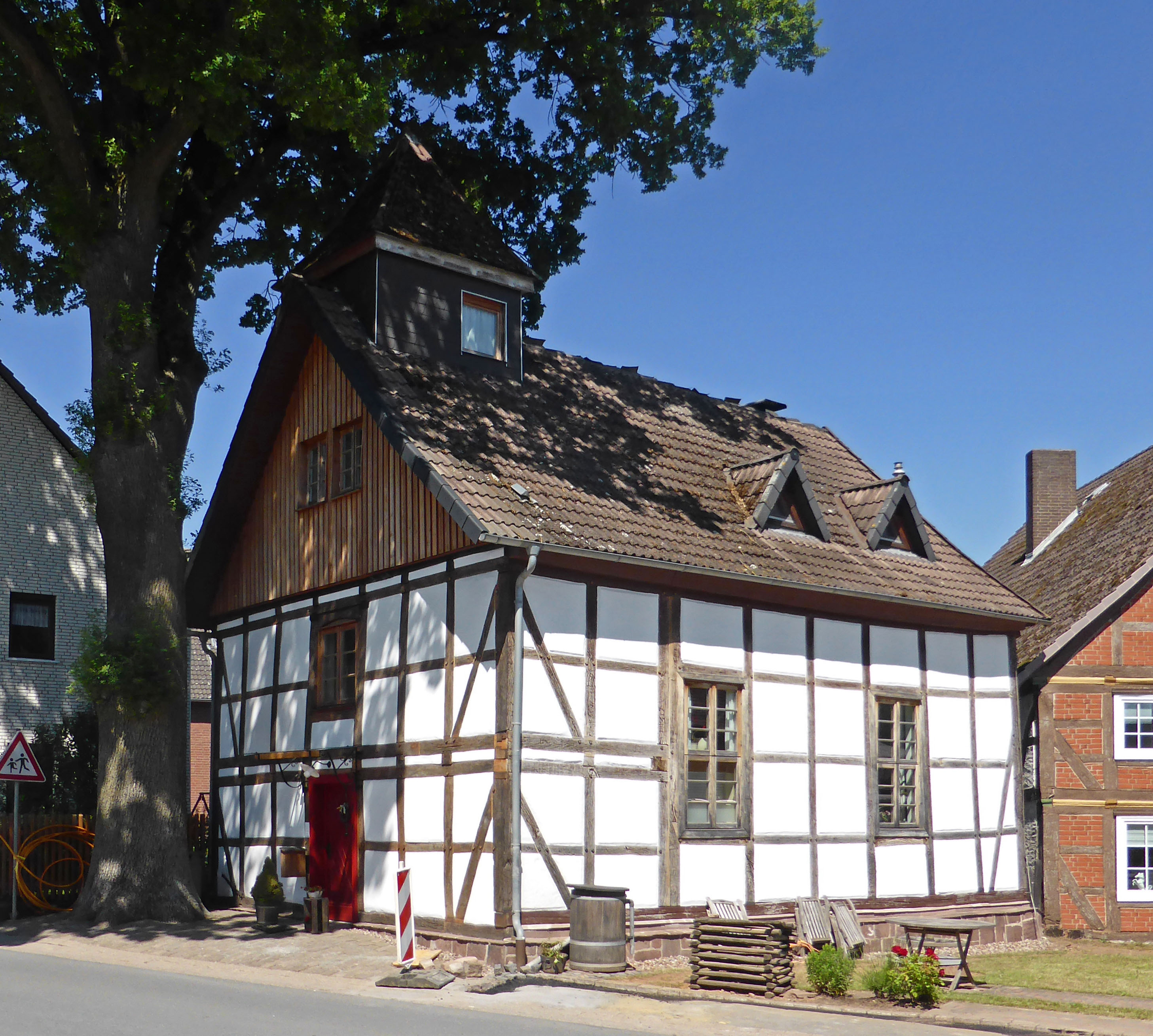
Ehemalige Kapelle St. Anna (2022)

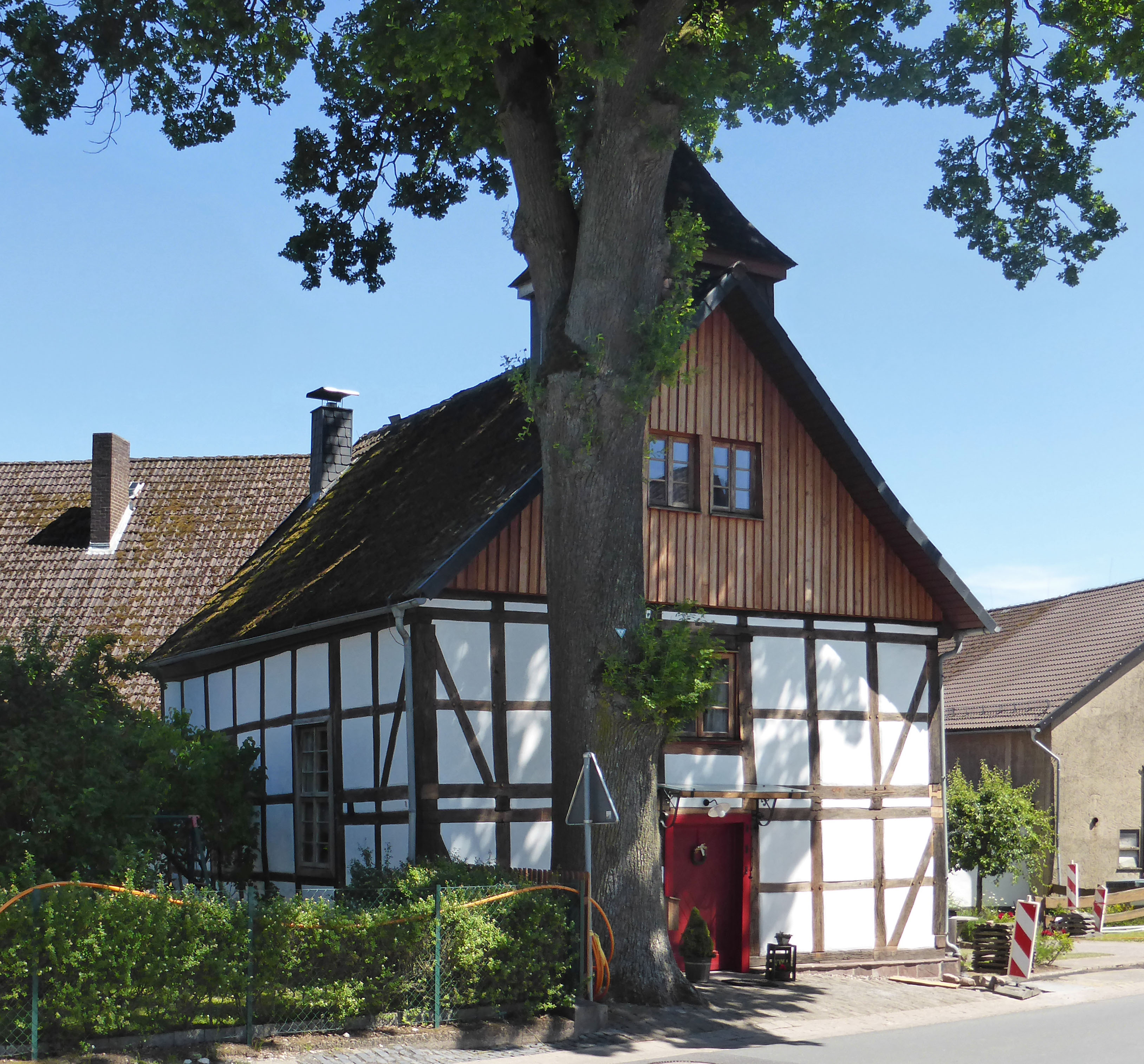
Ehemalige Kapelle St. Anna (2022)

Die Kapelle Sankt Anna war die katholische Kapelle in Lenne, einer Gemeinde im Landkreis Holzminden in Niedersachsen. Sie gehörte zur Kirchengemeinde Hl. Herz Jesu mit Sitz in Stadtoldendorf, im damaligen Dekanat Holzminden des Bistums Hildesheim. Die nach der heiligen Anna benannte Kapelle ist im Denkmalatlas Niedersachsen unter der ID 26801318 als Baudenkmal aufgeführt.

## Geschichte
1705 wurde in Lenne eine evangelische Fachwerkkapelle erbaut, zuvor gingen die Einwohner von Lenne zur Kirche nach Wangelnstedt. Nachdem sich in Folge der Flucht und Vertreibung Deutscher aus Mittel- und Osteuropa 1945–1950 Katholiken in größerer Zahl in Lenne niedergelassen hatten, fanden in der Kapelle auch katholische Gottesdienste statt.
Auch die Zahl der evangelischen Einwohner hatte sich in der Nachkriegszeit vergrößert, so dass die Kapelle zu klein geworden war und ein größeres Gotteshaus gebaut werden musste. Am 1. Advent 1968 wurde die neuerbaute evangelische Thomaskirche eingeweiht, so dass ab diesem Jahr die Katholiken alleinige Nutzer der Kapelle waren. 1970 wurde die in rund 216 Meter Höhe über dem Meeresspiegel gelegene Kapelle vom Bistum Hildesheim erworben.
Nachdem die Zahl der katholischen Gottesdienstbesucher zu klein geworden war, wurde die Kapelle aufgegeben. Am 8. Januar 1991 fand in ihr der letzte Gottesdienst statt. Die Kapelle wurde profaniert und an Privat verkauft. Im Mai 1997 wurde das kirchliche Inventar entfernt, danach wurde die Kapelle zu einem Wohnhaus umgebaut.
Heute gehören die Katholiken in Lenne zur Pfarrgemeinde Maria Königin mit Sitz in Bodenwerder, die nächstgelegenen katholischen Kirchen sind in jeweils etwa fünf Kilometer Entfernung Heilige Familie in Eschershausen und Hl. Herz Jesu in Stadtoldendorf.

## Architektur und Ausstattung
Die geostete Kapelle steht auf dem Grundstück Stadtoldendorfer Straße 20. Das in Fachwerkbauweise ausgeführte Gebäude wird von einem Dachreiter bekrönt.
Das Kruzifix stammte aus der 1901 abgebrannten St.-Johannes-Baptist-Kirche in Lüchtringen und hing zunächst in der Herz-Jesu-Kirche in Stadtoldendorf, bevor es in die St.-Anna-Kapelle kam. Sein Verbleib nach der Profanierung ist nicht bekannt.